# 屈服
| ウィキペディアには「屈服」という見出しの百科事典記事はありません（タイトルに「屈服」を含むページの一覧/「屈服」で始まるページの一覧）。 代わりにウィクショナリーのページ「屈服」が役に立つかもしれません。 |